# Petro-Canada Centre

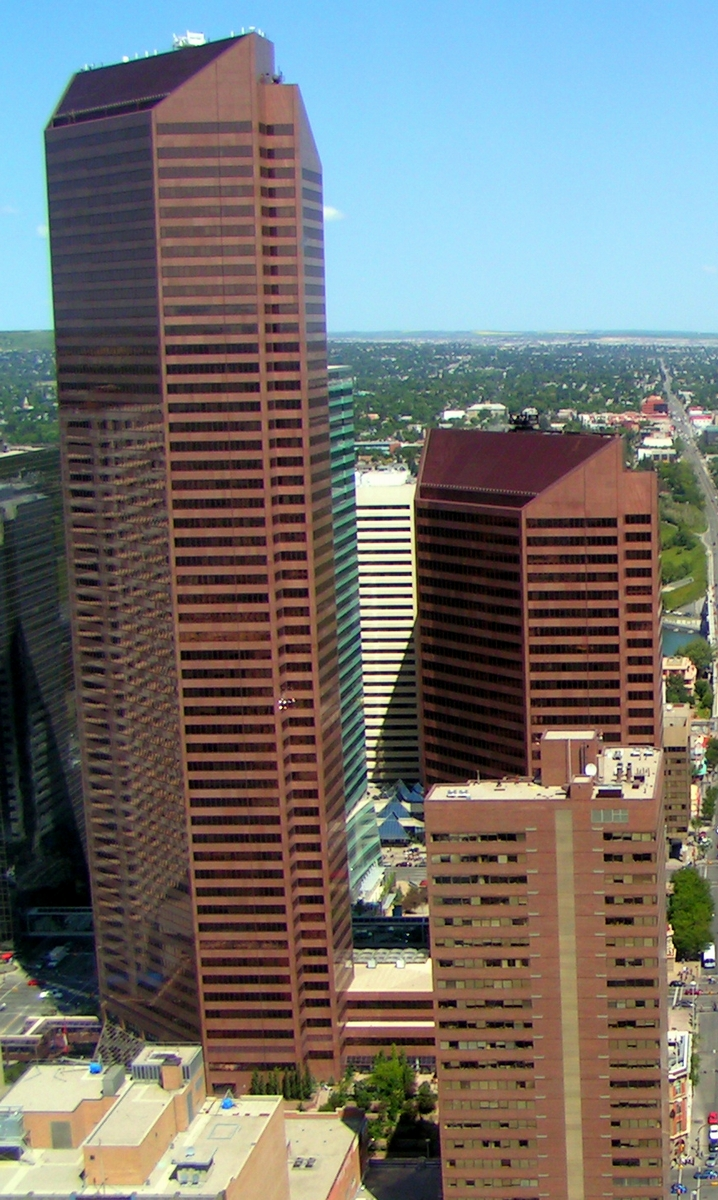
O Petro-Canada Centre.

O Petro-Canada Centre é um complexo de 181.000 m² composto por duas torres feitas de granito e vidro reflector. Uma das torres tem 32 andares, enquanto que a outra tem 53. Localizam-se em Calgary, Alberta, Canadá. Com 215 metros, a torre oeste é um dos maiores arranha-céus do Canadá.
O edifício era frequentemente chamado Praça Vermelha nos seus primórdios, referindo-se à Petro-Canada, o seu ocupante, que naquela altura era controlada pelo estado. Actualmente a Petro-Canada privatizou-se.

## Galeria

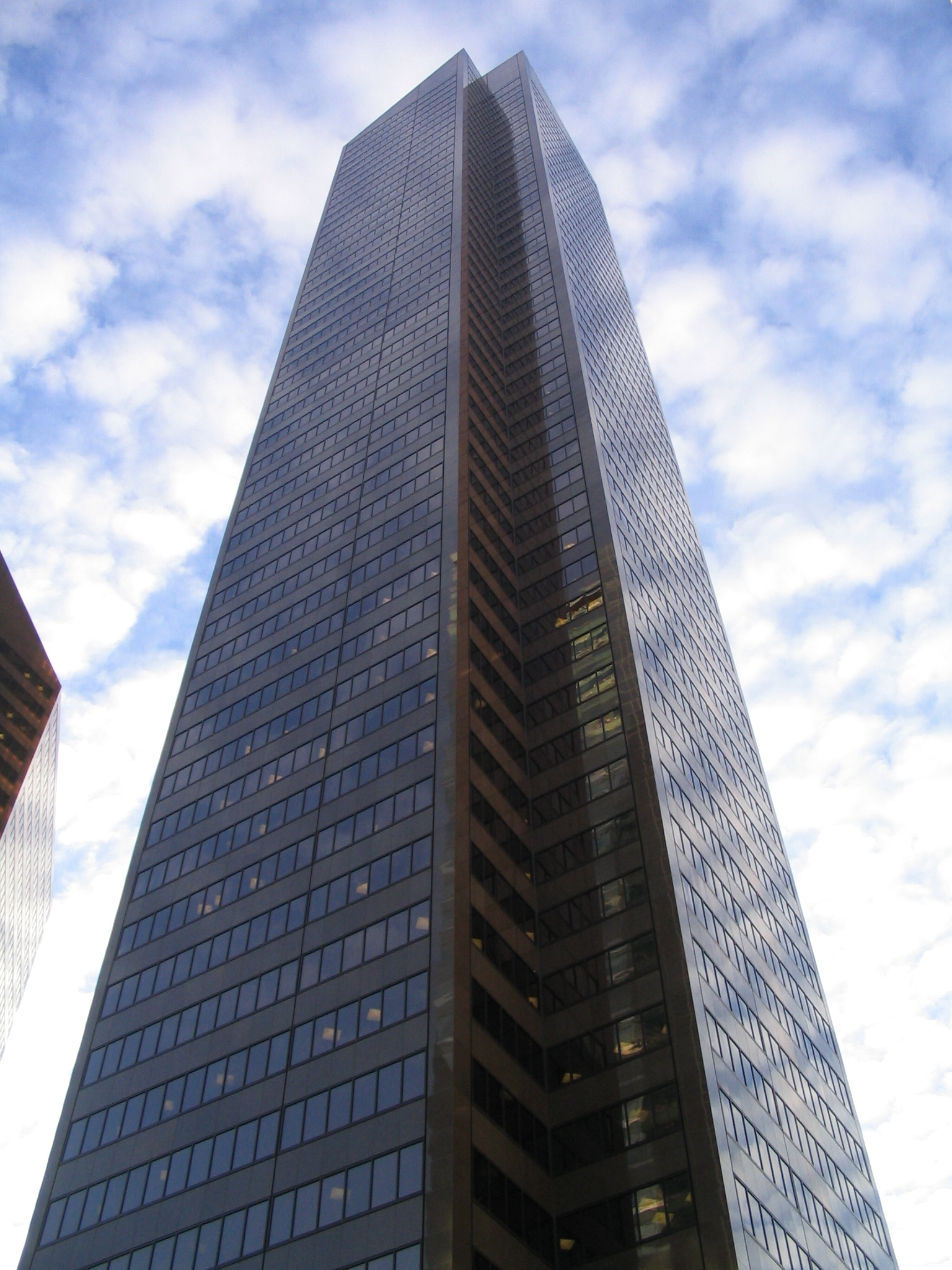
Torre Oeste.